# Laura Marano
Laura Marie Marano (Los Angeles, 29 de novembro de 1995) é uma atriz, cantora e compositora norte-americana. É conhecida por interpretar Ally Dawson na série original do Disney Channel, Austin & Ally. Ela atuou em Without a Trace e em Back to You, em ambos fazendo o papel de filha dos protagonistas.  Fez uma participação no clipe Somebody to You, da banda britânica The Vamps, juntamente com a cantora americana Demi Lovato. Em 2016, ela cantou na Nickelodeon para a  série Miraculous: As Aventuras de Ladybug seria exibida no canal nos Estados Unidos.
Laura lançou os singles "Boombox" e "La La" em 2016. Em Outubro de 2018, lançou o seu primeiro single como artista independente "Me" e vem trabalhando em seu primeiro álbum.

## Vida Pessoal
Laura Marie Marano é filha de Ellen e Damiano Marano, e irmã mais nova da também atriz Vanessa Marano. Seu pai é descendente de italiano. Sua mãe, Ellen, é dona da escola de teatro Agoura Children. Marano revelou que ela não frequentava uma escola no set de Austin & Ally. Ela frequentou uma escola normal, se formando em 2014.

## Carreira

### Atriz
Laura interpretou seu primeiro papel quando tinha apenas cinco anos de idade. Desde então fez vários trabalhos no Stage-Door Theather. Já apareceu em inúmeros anúncios comerciais e em pequenos papéis em séries como Dog Whispers, Medical Investigation, Huff e Joan of Arcadia. Seus papéis notáveis vieram em Without a Trace e entre outros. Desempenhou uma personagem infantil no filme The Jacket, e teve um pequeno papel em Superbad.
Ela era um dos membros regulares no game show da FOX, Are You Smarter Than a 5th Grader? e também participou no seriado do mesmo canal, Back to You, como Gracie Carr.
Desde então, Laura fez aparições em vários episódios de The Sarah Silverman Program. Inicialmente, foi escalada para o episódio piloto intitulado, Batteries, como a versão infantil de Sarah Silverman, mas os escritores gostaram tanto de sua atuação que a trouxe de volta, mas desta vez em um papel maior como uma menina chamada Sarah que pretende ganhar um concurso de beleza em (Not Without My Daughter). Ela também apareceu em Dexter como a versão infantil de Debra Morgan. Atuou na série do Disney Channel, Austin e Ally 2011-2015, como Ally Dawson. Em 2013, gravou seu primeiro filme original do Disney Channel, chamado Bad Hair Day, que teve seu lançamento em fevereiro de 2015. Recentemente, atuou na adaptação ao cinema do livro Saving Zöe, escrito por Alyson Noel, como Echo, juntamente com sua irmã Vanessa Marano e sua mãe Ellen Marano na produção.

### Cantora
Em 2013, Laura gravou quatro músicas solo e um dueto com Ross Lynch para a segunda trilha sonora de Austin & Ally. "Me and You" estreou na posição treze no chart Kid Digital Songs da Billboard antes de subir para o sexto lugar, ficando onze semanas nos charts. "Redial" estreou na posição dezenove antes de atingir a posição dezoito, ficando quatro semanas nos charts. Também em 2013, Laura gravou um dueto com Ross Lynch chamado "I Love Christmas" para o terceiro álbum natalino do Disney Channel. Em 25 de Novembro de 2013, a música foi lançada como single promocional. Em 14 de Dezembro de 2013,"I Love Christmas" estreou no cinquenta no chart Holiday Digital Songs da Billboard. Ela canta, dança e compõe. Em 2014, Laura apareceu no videoclipe da banda britânica The Vamps com Demi Lovato chamado "Somebody to You". Em fevereiro de 2014, Marano gravou a música "The Me That You Don't See" para o álbum "Disney Channel Play It Loud", a música estreou e permaneceu na posição dezoito no chart Kid Digital Songs da Billboard.
A 28 de Março de 2015, Laura Marano anunciou que tinha assinado com a gravadora Big Machine Records, sendo a primeira artista pop a assinar com a gravadora. Em 11 de Março de 2016, Laura lançou seu primeiro single intitulado "Boombox". A 25 de Agosto de 2016, lançou o segundo single "La La". Ainda em 2016, a Big Machine rompeu com todos os seus cantores pop, exceto Taylor Swift. Laura revelou seu novo contrato com a Warner Bros Records em Maio de 2017. No final desse ano, Laura saiu da Warner, porque quem tinha assinado com ela já não estava na empresa. A 1 de Outubro de 2018, Laura anunciou num vídeo no YouTube que iria começar a lançar música como artista independente. Ela chamou à sua gravadora Flip Phone Records, porque ainda não tem um smartphone e usa um flip phone.
A 5 de Outubro de 2018, Laura Marano lançou o seu single "Me".

## Filmografia

### Televisão
| Ano     | Título                              | Papel                                     | Notas                                                                                 |
| ------- | ----------------------------------- | ----------------------------------------- | ------------------------------------------------------------------------------------- |
| 2003–06 | Without a Trace                     | Kate Malone                               | Papel recorrente (Temporadas 2–4)                                                     |
| 2004    | Joan of Arcadia                     | Emily                                     | (Temporada 1, Episódio 15)                                                            |
| 2005    | Medical Investigation               | Brooke Beck                               | (Temporada 1, Episódio 13)                                                            |
| 2005–08 | The X's                             | Scout Y (voz)                             | Papel principal                                                                       |
| 2006    | Ghost Whisperer                     | Audrey                                    | (Temporada 1, Episódio 13)                                                            |
| 2006    | Huff                                | Amelia                                    | Temporada 2, Episódio 12                                                              |
| 2006    | Dexter                              | Jovem Debra                               | Temporada 1, Episódio Temporada 1, Episódio 9                                         |
| 2007    | Are You Smarter Than a 5th Grader?  | Ela mesma / Juíz/ Mentora                 | Temporada 1                                                                           |
| 2007–08 | Back to You                         | Gracie Carr                               | Papel principal                                                                       |
| 2007-10 | The Sarah Silverman Program         | Heather Silverman / Jovem Sarah Silverman | Papel recorrente                                                                      |
| 2008    | Ni Hao, Kai-Lan                     | Mei Mei                                   | (Temporada 1, Episódio 119) "(Temporada 1, Episódio 120)                              |
| 2008    | Gary Unmarried                      | Louise Brooks                             | "Piloto" (Temporada 1, Episódio 1) "Gary Recebe Fronteiras" (Temporada 1, Episódio 2) |
| 2009    | Heroes                              | Jovem Alice Shaw                          | (Temporada 3, Episódio 23)                                                            |
| 2009    | Little Monk                         | Prima Lauren                              | (Temporada 1, Episódio 5)                                                             |
| 2010    | True Jackson, VP                    | Molly                                     | (Temporada 2, Episódio 7)                                                             |
| 2010    | Telepathic                          | Marsha                                    | Episódio piloto de uma série Nickelodeon                                              |
| 2010    | FlashForward                        | Jovem Tracy                               | (Temporada 1, Episódio 13)                                                            |
| 2010    | Childrens Hospital                  | Haley                                     | (Temporada 2, Episódio 7)                                                             |
| 2011-16 | Austin & Ally                       | Ally Dawson                               | Protagonista                                                                          |
| 2012    | Jessie                              | Ally Dawson                               | "Austin & Jessie & Ally: All Star New Year" (Temporada 2, Episódio 6)                 |
| 2014    | Randy Cunningham: 9th Grade Ninja   | Rachel (voz)                              |                                                                                       |
| 2014    | Fish Hooks                          | Garota Hamster #2 (voz)                   | (Temporada 3, Episódio 14)                                                            |
| 2014    | Liv and Maddie                      | Presas                                    | Participação especial; "O Uivo da Rooney" (Temporada 1, Episódio 16)                  |
| 2015    | Bad Hair Day                        | Monica Reeves                             | Protagonista; Filme Disney Channel para a TV                                          |
| 2015    | Girl Meets World                    | Ally Dawson                               | Participação especial; "Girl Meets World: of Terror 2" (Temporada 2, Episódio 18)     |
| 2016    | I'll Be Next Door for Christmas     | Nicky                                     | Protagonista                                                                          |
| 2018    | Love Daily                          | Erica                                     | (Temporada 1, Episódio 1)                                                             |
| 2018    | Miraculous: As Aventuras de Ladybug | Clara Nightingale                         | (Temporada 2, Episódio 15)                                                            |

2023 
As Escolhas do Amor (Nerflix)

### Cinema
| Ano  | Título                                 | Papel                    | Notas                |
| ---- | -------------------------------------- | ------------------------ | -------------------- |
| 2003 | Finding Nemo                           | Vários personagens (voz) |                      |
| 2005 | The Jacket                             | Jovem Jackie             |                      |
| 2006 | Ice Age: The Meltdown                  | Vários personagens (voz) |                      |
| 2007 | Goldfish                               | Suzy                     | Curta Metragem       |
| 2007 | Superbad                               | Becca jovem              |                      |
| 2015 | A Sort of Homecoming                   | Amy                      | Filme independente   |
| 2015 | Alvin and the Chipmunks: The Road Chip | Babá do hotel            |                      |
| 2017 | Lady Bird                              | Diana Glass              |                      |
| 2019 | O Date Perfeito                        | Celia Lieberman          | Produção Netflix     |
| 2019 | O Natal de Cinderela                   | Katherine Decker         | Produção Netflix     |
| 2019 | The War with Grandpa                   | Mia                      | Dimension Films film |
| 2019 | Saving Zöe                             | Echo                     |                      |
| 2020 | The War with Grandpa                   | Mia                      |                      |

## Discografia

### Bandas sonoras
| Título                              | Detalhes do álbum                            |
| ----------------------------------- | -------------------------------------------- |
| Austin & Ally: Turn It Up           | - Lançado a 17/12/2013 - Walt Disney Records |
| Austin & Ally: Take It from the Top | - Lançado a 31/03/2015 - Walt Disney Records |

### Singles

#### Como cantora principal
| Título    | Ano  |
| --------- | ---- |
| "Boombox" | 2016 |
| "La La"   | 2016 |
| "Me"      | 2018 |

#### Como cantora convidada
| Título                                   | Ano  |
| ---------------------------------------- | ---- |
| Weekend (BoTalks featuring Laura Marano) | 2018 |

## Prémios e indicações
| Ano  | Prémio                        | Categoria                                | Trabalho             | Resultado |
| ---- | ----------------------------- | ---------------------------------------- | -------------------- | --------- |
| 2015 | Kids' Choice Awards           | Programa Infantil Favorito               | "Austin & Ally       | Venceu    |
| 2015 | Kids' Choice Awards           | Atriz de TV Favorita                     | "Austin & Ally       | Venceu    |
| 2015 | Gold Remi Awards              | Atriz Promissora                         | A Sort Of Homecoming | Venceu    |
| 2015 | Kids' Choice Awards México    | Programa Internacional Favorito          | Austin & Ally        | Venceu    |
| 2015 | Kids' Choice Awards Colombia  | Programa Internacional Favorito          | Austin & Ally        | Venceu    |
| 2015 | Meus Prêmios Nick             | Programa Internacional Favorito          | Austin & Ally        | Venceu    |
| 2015 | Kids' Choice Awards Argentina | Programa Internacional Favorito          | Austin & Ally        | Venceu    |
| 2016 | Kids' Choice Awards           | Programa Infantil Favorito               | Austin & Ally        | Indicado  |
| 2016 | Kids' Choice Awards           | Atriz de TV Favorita - Programa Infantil | Austin & Ally        | Indicada  |